# Simpang Utama
Simpang Utama is een bestuurslaag in het regentschap Bener Meriah van de provincie Atjeh, Indonesië. Simpang Utama telt 1136 inwoners (volkstelling 2010).